# دائرة الزبوجة
دائرة زبوجة إحدى دوائر ولاية الشلف عاصمتها زبوجة. وتضم كل من بلديات زبوجة – بنايرية – بوزغاية.